# Toshokan sensō: Kakumei no tsubasa
Toshokan sensō: Kakumei no tsubasa (図書館戦争 革命のつばさ?) è un film d'animazione giapponese del 2012 diretto da Takayuki Hamana e tratto dalla serie Toshokan sensō. Il film è stato distribuito nei cinema giapponesi il 16 giugno 2012.

## Colonna sonora
Sigla di chiusura
- Hatsukoi (初恋?) cantata da Base Ball Bear